# Dolichopeza bagobo
Dolichopeza bagobo är en tvåvingeart som beskrevs av Alexander 1931. Dolichopeza bagobo ingår i släktet Dolichopeza och familjen storharkrankar. Inga underarter finns listade i Catalogue of Life.